# 灰叉鰾石首魚
灰叉鰾石首魚為輻鰭魚綱鱸形目鱸亞目石首魚科的一種，分布西大西洋區，包括委內瑞拉、哥倫比亞、千里達海域，棲息深度可達25公尺，體長可達18.1公分，棲息在沿海泥底質海域。